# N or M?
N or M? (M ou N?, no Brasil/ Tempo de Espionagem ou N ou M?, em Portugal) é um romance policial de Agatha Christie, publicado em 1941.
É o terceiro livro protagonizado pelo casal de detetives Tommy e Tuppence Beresford.

## Enredo
Um agente inglês é morto na Escócia, durante a Segunda Guerra Mundial. Suas últimas palavras foram "M ou N. Sans Souci". Esse agente tentara desmascarar nazistas infiltrados na Inglaterra, sendo M uma agente feminina, N um agente masculino, e Sans Souci o nome do local em que supostamente algum deles estaria, uma pensão no litoral inglês. O ex-agente Tommy Beresford, agora um homem de meia idade, é contactado para cumprir a seguinte missão: hospedar-se na pensão Sans Souci sob um nome falso, e identificar M ou N no local.
Obedecendo às instruções dadas, Tommy parte para a pensão em completo sigilo. Mas ao chegar lá, se depara com a esposa Tuppence, também disfarçada e hospedada na pensão com o mesmo objetivo. Juntos, os dois precisam completar a missão da qual ele foi incumbido, à medida que acontecimentos estranhos ocorrem na região e suas vidas novamente correm perigo. 